# Кальехон-де-Уайлас
Кальехон-де-Уайлас или долина Уайлас или долина реки Санта (исп.  Callejón de Huaylas) — высокогорная долина в центральной части Перу, в регионе Анкаш. Расположена между горными хребтами Кордильера-Негра и Кордильера-Бланка, примерно в 80 километрах от побережья Тихого океана. Крупнейший город в долине — административный центр региона Анкаш, город Уарас. Центр доколумбовой чавинской культуры.

## География
Кальехон-де-Уайлас — андская межгорная долина между двумя высокими горными хребтами — Кордильера-Негра и Кордильера-Бланка в регионе Анкаш в северо-центральной части Перу. На дне долины протекает река Санта. Началом, вершиной долины считается озеро Конокоча на высоте 4020 метров, являющееся истоком реки Санта. Река протекает в северо-западном направлении, параллельно берегу океана. Нижней точкой долины является город Карас в провинции Уайлас. Кордильера-Бланка (исп. Cordillera Blanca; в переводе — «белые горы»), окаймляющая долину с востока — самый высокий горный хребет перуанских Анд, здесь же находится высшая точка страны — гора Уаскаран (6768 метров). Вершины гор покрыты снегами и ледниками. Кордильера-Негра (исп. Cordillera Negra; в переводе — «чёрные горы») — горный хребет, ограждающий долину от Тихого океана. Уступает по высоте Кордильере-Бланке, снега на нем отсутствуют по причине влияния сухих воздушных масс с запада.
Объектом всемирного наследия ЮНЕСКО является национальный парк Уаскаран на горном хребте Кордильера-Бланка.
31 мая 1970 года после одного из крупнейших землетрясений в истории Перу, в долине сошел оползень, почти полностью разрушив город Юнгай. Погибло около 25 тысяч человек, выжили лишь 92 человека, спасшихся на кладбище и стадионе.